# Katharine Tynan

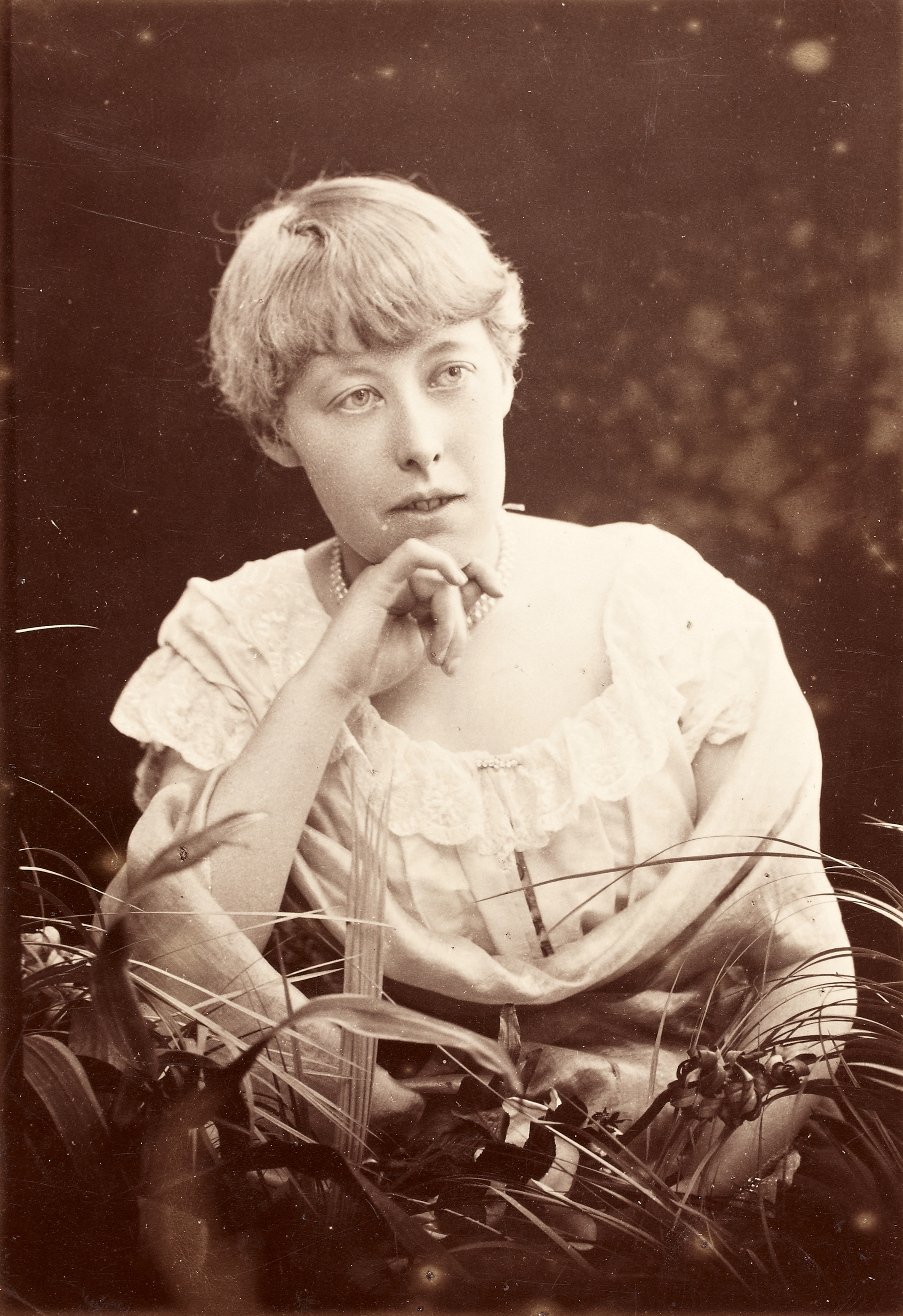
Katharine Tynan

Katharine Tynan Hinkson (* 21. Januar 1859 in Clondalkin, County Dublin; † 2. April 1931) war eine irische Schriftstellerin, die zeitweise in London lebte und eine bedeutende Vertreterin der irischen Renaissance war. Große Bedeutung hatten ihre Memoirenwerke und die vom katholischen Glauben geprägte Lyrik.

## Leben
Katharine Tynan, eines von zwölf Kindern eines Milchbauern, besuchte zwischen 1869 und 1875 das Dominican Convent of St Catherine of Siena in Drogheda und beabsichtigte daraufhin den Beginn eines Noviziats. Nach einem Augengeschwür in ihrer Kindheit litt sie an Kurzsichtigkeit. Ihr erstes Gedicht erschien 1878 in der Zeitung The Graphic und veröffentlichte in der Folgezeit regelmäßig Gedicht für Zeitungen wie Irish Monthly, Hibernia sowie von 1880 bis 1885 in der Dublin University Review. Daneben arbeitete sie selbst auch als Journalistin für Literaturzeitschriften und prägte die irischen Renaissance mit.
Im Juni 1885 traf sie durch die gemeinsame Bekanntschaft zu dem Herausgeber der Dublin University Review, C. H. Oldham, William Butler Yeats. Daraufhin begann eine lebenslange Korrespondenz mit Yeats, der sie als „sehr deutlich“ (‚very plain‘) bezeichnete. In der frühen Korrespondenz riet Yeats ihr, aus ihrem irischen Katholizismus etwas Besonderes zu machen. Ihr erstes Buch, Louise de la Valliere and Other Poems (1885), war stark von der britischen Dichterin Christina Rossetti beeinflusst, und wurde von Yeats deshalb als „zu voll von englischem Einfluss um ganz irisch zu sein“ (‚too full of English influence to be quite Irish‘) bezeichnet. Neben den Beziehungen zu Yeats und Christina Rossetti pflegte sie auch Freundschaften zu Charles Stewart Parnell, Alice Meynell und deren Ehemann Wilfrid Meynell sowie zu Christina Rossettis Brüdern, Dante Gabriel Rossetti und William Michael Rossetti.
Ihr zweiter Gedichtband Shamrocks (1887) beinhaltete ausschließlich Themen mit irischem Bezug. Ihr eigener Vorschlag an Yeats, dass dieser sich an einem irischen Thema versuchen sollte, resultierte in dessen The Wanderings of Oisin and Other Poems (1889). Katharine Tynan lebte bis zu ihrer Hochzeit mit Henry Albert Hinkson 1893 in Irland. Hinkson war ein Barrister sowie Autor von Romanen sowie ebenfalls ein Zeitgenosse von Yeats. Nach der Hochzeit verzog das Ehepaar nach Ealing und Notting Hill, ehe beide 1914 nach Irland zurückkehrten, wo Henry Albert Hinkson Richter im County Mayo wurde und 1919 verstarb.

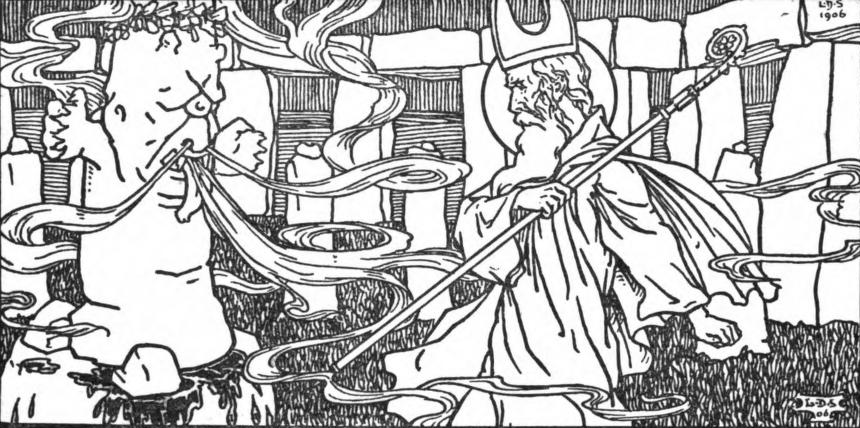
Lindsay Deming Symington, Cromm Cruach und St. Patrick, Phantasiebild in „The Rhymed Life of St Patrick“ (1907)

Katherine Tynan, die in einem heute in der Municipal Gallery Dublin befindlichen Gemälde von John Butler Yeats 1887 porträtiert wurde, verfasste neben den Gedichtsammlungen ferner 100 Romane, zwölf Sammlungen von Kurzgeschichten, drei Bühnenwerke und Anthologien, sowie unzählige Artikel zu sozialen Fragen wie Kinderarmut und Arbeitsbedingungen von Frauen. Breite Bekanntheit erreichte sie mit dem Lied The Wind that Shakes the Barley von Robert Dwyer Joyce. Zu ihren ersten bedeutenderen Romanen gehören Oh! What a Plague is Love (1896) und She Walks in Beauty (1899).
1913 erschien ihr autobiografisch geprägter literarischer Rückblick, Twenty-Five Years, der mit mehreren Dutzend von Yeats’ frühen Briefen ohne dessen Zustimmung oder dessen Gelegenheit zu Korrekturen abgedruckt wurde. 1920 verkaufte sie die Briefe von Yeats an den Kunstsammler John Quinn. Zu ihren fünf autobiografischen Werken gehörte unter anderem als letztes Buch das 1924 erschienene Memoires. Nach dem ebenfalls bedeutenderen Roman The House in the Forest (1928) erschienen 1930 ihre gesammelten lyrischen Arbeiten unter dem Titel Collected Poems.
Aus der Ehe mit Henry Albert Hinkson ging unter anderem die Tochter Pamela Hinkson hervor, die ebenfalls als Schriftstellerin war.

## Veröffentlichungen
| - Louise de la Vallière and other poems, 1885 - Shamrocks, 1887 - Ballads and lyrics, 1891 - A nun, her friends & her order, 1891 - Irish Love-Songs, 1892 - The middle years, 1893 - A Cluster Of Nuts, 1894 - Cuckoo songs, 1894 - Miracle plays, 1895 - An isle in the water, 1895 - The land of mist and mountain, 1895 - The way of a maid, 1895 - A lover's breast-knot, 1896 - The wind in the trees, 1898 - The Dear Irish Girl, 1899 - The handsome Brandons, 1899 - She walks in beauty, 1899 - Oh, what a plague is love !, 1900 - The queen's page, 1900 - Poems, 1901 - A union of hearts, 1901 - Three fair maids, or, The Burkes of Derrymore, 1901 - That sweet enemy, 1901 - The great captain, 1902 - A girl of Galway, 1902 - A red, red rose, 1903 - Innocencies, 1905 - For the white rose, 1905 - Dick Pentreath, 1906 - The adventures of Alicia, 1906 - A little book of courtesies, 1906 - A book of memory, 1906 - The Story of Bawn, 1907 - A little book of XXIV carols, 1907 - Twenty one poems, 1907 - The rhymed life of St. Patrick, 1907 - Twenty-one poems by Katharine Tynan, 1907 - Irish poems, 1908 - The lost angel, 1908 - Father Mathew, 1908 - Experiences, 1908 - Adveniat regnum tuum, 1908 - Father Matthew, 1908 - Ireland, 1909 - Lauds, 1909 - A little book for John O'Mahony's friends, 1909 - Freda, 1910 - Princess Katharine, 1911 - New poems, 1911 - The story of Cecilia, 1911 - Paradise farm, 1911 - The story of Clarice, 1911 | - Rose of the garden, 1912 - The wild harp, 1913 - Twenty-five years: reminiscences, 1913 - A mésalliance, 1913 - A midsummer rose, 1913 - The flower of peace, 1914 - A shameful inheritance, 1914 - Flower of youth, 1915 - The squire's sweetheart, 1915 - Countrymen all, 1915 - A little radiant girl, 1915 - Countrymen all, 1915 - The middle years, 1916 - Lord Edward, 1916 - The holy war, 1916 - The west wind, 1916 - Late songs, 1917 - Miss Mary, 1917 - Herb o'grace, 1918 - My love's but a lassie, 1918 - Love of brothers, 1919 - The years of the shadow, 1919 - The man from Australia, 1919 - The wild adventure, 1920 - Denys the dreamer, 1921 - Bitha's wonderful year, 1921 - The wandering years, 1922 - Evensong, 1922 - The golden rose, 1924 - The house of doom, 1924 - Life in the occupied area, 1925 - The moated grange, 1925 - Miss Phipps, 1925 - Twilight songs, 1927 - Haroun of London, 1927 - The respectable lady, 1928 - Pat the adventurer, 1928 - The House in the Forest, 1928 - Collected poems, 1930 - The admirable Simmons, 1930 - Grayson's girl, 1930 - Denise the daughter, 1930 - The playground, 1930 - Delia's orchard, 1931 - The pitiful lady, 1932 - The rich man, 1932 - An international marriage, 1933 - The house of dreams, 1934 in deutscher Sprache - Julia : Irischer Roman, Enßlin & Laiblin, Reutlingen 1925 |

## Hintergrundliteratur
- William Butler Yeats: The letters of W.B. Yeats, 1953
- Marilyn Gaddis Rose: Katharine Tynan, 1974
- Meyers Großes Personenlexikon, Mannheim 1968, S. 1341
- Chambers Biographical Dictionary. Chambers, Edinburgh 2002, ISBN 0-550-10051-2, S. 1524